# Lila svarta
Den Lila svarta är en aktivisthandbok skriven av  anarkister i Stockholm i början av nittiotalet (Brand, Sthlm 1992). Boken väckte uppmärksamhet i media efter Göteborgskravallerna 2001, då den bland annat innehåller instruktioner för hur man försvarar en demonstration mot polisinsatser, hur man planerar och genomför lagliga och olagliga aktioner samt hur man hanterar media och rättsväsende efter genomförandet.